# Porina fluminea
Porina fluminea är en lavart som beskrevs av P. M. McCarthy & P. N. Johnson. Porina fluminea ingår i släktet Porina och familjen Porinaceae.   Inga underarter finns listade i Catalogue of Life.